# Học sinh lớp Một
Học sinh lớp Một (tiếng Nga: Первоклассница) là một bộ phim tâm lý giáo dục dành cho trẻ em của đạo diễn Ilya Frez, trình chiếu lần đầu năm 1948.

## Lịch sử
Bộ phim dựa theo cuốn truyện thiếu nhi Marusia đi học của nhà văn Yevgeny Shvarts.

## Nội dung
Nhân vật chính của phim là cô bé học sinh lớp Một Marusya (Natalya Zashchipina) có tính khí thất thường, hay hờn dỗi nhưng rất đôn hậu. Cô bé sắp phải đi học. Marusya được ghi danh vào trường nữ sinh cấp hai số 156 ở quận Stalinsky thành phố Moskva. Marusya không dễ dàng làm quen với thói quen ở trường. Giáo viên và bạn bè của cô đã giúp đỡ cô.

## Kĩ thuật
Bộ phim được thực hiện tại thành phố Moskva vào mùa hè năm 1948.

### Sản xuất
- Âm nhạc: Dmitry Kabalevsky, Mikhail Siv
- Họa sĩ: Lyudmila Blatova

### Diễn xuất
- Natalia Zaschipina[6][7][8]... Marusia Orlova
- Tatyana Barysheva... bà nội Marusia
- Valentina Kibardina
- Tamara Makarova... Anna Ivanova (cô giáo chủ nhiệm)
- Yelena Maksimova
- Georgy Millyar... bác bưu tá
- Rostislav Plyatt... Botany
- Maria Yarotskaya... mẹ cô giáo chủ nhiệm
- Stepan Kayukov
- Kira Golovko[9]... Nina Vasilyeva (mẹ Marusia)
- Mila Kostykova
- Yelena Taranova
- Tamara Zikhman
- Igor Yeroshin... Seryosha
- Yelena Yegorova[10]

## Liên kết

### Tư liệu
- Học sinh lớp Một trên Internet Movie Database
- Thông tin trên Website KinoPoisk
- Thông tin trên Website Kino-Teatr
- "Указ Президиума Верховного Совета СССР от 6 марта 1950 года «О награждении орденами и медалями работников кинематографии СССР»" (PDF). Bản gốc (PDF) lưu trữ ngày 18 tháng 11 năm 2021. Truy cập ngày 30 tháng 3 năm 2022. {{Chú thích web}}: Đã bỏ qua tham số không rõ |deadlink= (gợi ý |url-status=) (trợ giúp)
- Профиль актрисы на сайте Театра сатиры Lưu trữ ngày 11 tháng 8 năm 2020 tại Wayback Machine (старая версия сайта)
- Наталия Защипина. Жила-была девочка (журнал «Караван историй», сентябрь 2016 г.)
- Наталья Защипина. «Я зря поверила Плучеку» (журнал «Театрал», 1 июня 2005 г.)
- Та самая «Первоклассница» («Литературная газета», 16 сентября 2015 г.)
- «Рождённые в СССР» («Ностальгия», 2016 г.)
- «Мой герой» («ТВ Центр», 14 декабря 2016 г.)
- «Привет, Андрей!» Тема — «День знаний» (с 1:04:37) («Россия-1», 1 сентября 2018 г.)